# Server Side Public License
Die Server Side Public License (SSPL) ist eine starke Copyleft-source-available-Software-Lizenz, die im Jahr 2018 durch den Hersteller von MongoDB eingeführt wurde. Sie ist eine Modifikation der GNU Affero General Public License Version 3 (AGPL v3), ⁣ nach der jeder, der die Funktionalität der für die SSPL lizenzierten Software Dritten als Dienst anbietet, den gesamten Quellcode, einschließlich aller Software, APIs und anderer Software, die ein Nutzer benötigt, um eine Instanz des Dienstes selbst zu betreiben, unter der SSPL freigeben muss.
Das Unternehmen behauptet, es gewähre mit der SSPL „alle Freiheiten, die die Community schon immer mit MongoDB unter [der GNU Affero General Public License] hatte“. Dennoch  wird die SSPL von mehreren Parteien, einschließlich der Open Source Initiative (OSI) und mehreren großen Linux-Distributionen, nicht als freie Software anerkannt, da die oben genannte Bestimmung bestimmte Anwendungsbereiche diskriminiert.

## Lizenzbedingungen
Die SSPL basiert auf der GNU Affero General Public License, mit einem modifizierten Abschnitt 13, der verlangt, dass diejenigen, die SSPL-lizenzierte Software Dritten (modifiziert oder nicht) als Teil eines „Dienstes“ zur Verfügung stellen, den Quellcode für den gesamten Dienst unter der SSPL freigeben müssen.⁣  Dies einschließlich, aber nicht beschränkend auf alle „Verwaltungssoftware, Benutzerschnittstellen, Anwendungsprogrammschnittstellen, Automatisierungssoftware, Überwachungssoftware, Sicherungssoftware, Speichersoftware und Hosting-Software, die alle so beschaffen sind, dass ein Benutzer eine Instanz des Dienstes unter Verwendung des von Ihnen zur Verfügung gestellten Dienstquellcodes ausführen könnte“. Zusätzlich wurde die GPL-Präambel und die Anwendungshinweise aus dem Lizenztext entfernt. Ansonsten ist die Struktur der Server Side Public License identisch mit der Affero GPL.⁣
MongoDB Inc. gab an, dass die Lizenz auf der GPL v3 basiere, da eine ähnliche Klausel für Netzwerksoftware in der GNU Affero General Public License einen unklaren Anwendungsbereich habe. Die SSPL hingegen „klar und deutlich die Bedingungen für das Anbieten des lizenzierten Programms als Dienst eines Dritten“ darlege.

## Lizenzierte Software
Im Oktober 2018 wurde die MongoDB unter der SSPL lizenziert. Mit Verweis auf die Bedenken betreffend der SSPL haben die Distributionen Debian, Red Hat Enterprise Linux und Fedora Linux nach und nach die MongoDB aus ihren Paketquellen entfernt. Amazon hat infolge der Lizenzierung einen teilweise kompatiblen, aber proprietären Dienst namens DocumentDB herausgegeben.
Im November 2020 hat Graylog angekündigt, dass die Version 4.0 ihrer Lösung unter der SSPL lizenziert wird.
Im Januar 2021 hat Elastic NV angekündigt, dass die zukünftigen Versionen von Elasticsearch und Kibana zukünftig unter einer dualen Lizenzierung bestehend aus SSPL sowie ihrer eigenen Elastic-Lizenz veröffentlicht werden. Kritiker der Entscheidung zur Neulizenzierung sagten voraus, dass dies dem Elastic-Ökosystem schaden würde. Amazon reagierte mit Plänen zur Abspaltung der Projekte für die weitere Entwicklung von Versionen, die als Apache 2.0 lizenziert sind. Andere Nutzer des Elasticsearch-Ökosystems, darunter Logz.io, CrateDB, Red Hat und Aiven, arbeiteten ebenfalls an der Open-Source-Abspaltung mit, was zur Schaffung der OpenSearch-Software führte.

## OSI-Zertifizierung
Im Jahr 2018 reichte MongoDB die Lizenz bei der Open Source Initiative (OSI) zur Genehmigung ein. Das Unternehmen zog die Einreichung 2019 zurück. Im Januar 2021, nach der Neulizenzierung durch Elastic, veröffentlichte die OSI eine Erklärung, in der sie feststellte, dass die SSPL nicht mit ihrer Open-Source-Definition übereinstimmt, weil sie bestimmte Bereiche diskriminiert, und bezeichnete sie als „Fauxpen“-Lizenz.